# Los 3 Sudamericanos
Los 3 Sudamericanos es un trío musical paraguayo, formado inicialmente en 1959 por Alma María Vaesken, Johnny Torales y Casto Darío Martínez, este último deja el grupo en 1984 y le sustituye Dioni Velázquez.

## Trayectoria artística
Torales había sido enviado siendo niño por su familia a Buenos Aires, para que cursara sus estudios. Comenzó su carrera musical y regresó luego a Asunción. Grabó como solista un par de álbumes, uno con la orquesta de Lucio Milena y otro con la Orquesta Novel, para el sello Guarania. Cantaba temas paraguayos en guaraní y español, y también versiones en inglés de temas popularizados por Frank Sinatra y Bing Crosby.
Casto Darío destacó desde niño como intérprete de armónica y luego cambió a la guitarra. Alma María era una quinceañera estudiante de magisterio, conocida de Darío, que solía tocar el piano y cantar en fiestas familiares.
El nombre de Los 3 Sudamericanos lo adoptaron cuando fueron convocados por Columbia Argentina para grabar en Buenos Aires un álbum, que tuvo éxito en Argentina, aunque en Paraguay recibió algunas críticas porque los temas tradicionales paraguayos fueron interpretados con arreglos modernizados. Decidieron radicarse en Argentina para continuar grabando. Antes de viajar, Alma y Johnny debieron contraer matrimonio, ya que ella era menor de edad. A principios de la década de los 60 viajan a España, donde se instalan en 1965 y donde adquieren una enorme popularidad, grabando para la discográfica Belter.
Recorren el mundo con sus canciones, obteniendo discos de oro por sus grandes éxitos. En 1984 Casto Darío decide regresar a Paraguay y deja el grupo. En 1988 ingresa como tercer integrante Daniel Barrera. Desde 1990 hasta la actualidad, completa el conjunto el músico Dioni Velázquez. En 2011 participan invitados especialmente en los festejos por el Bicentenario de la Independencia de Paraguay, logrando enorme éxito ante miles y miles de personas. En 2012 Los Tres Sudamericanos recibieron la distinción como Hijos Dilectos de Asunción.